# والتر إل. براون
والتر إل. براون (بالإنجليزية: Walter L. Brown)‏ هو سياسي أمريكي، ولد في 5 سبتمبر 1846. حزبياً، نشط في الحزب الجمهوري. وقد انتخب عضو جمعية ولاية نيويورك وانتخب عضو مجلس ولاية نيويورك.